# Добки
Добки — річка  в Україні, у Звягельському й Рівненському районах Житомирської й Рівненської областей. Права притока Бобра (басейн Дніпра).

## Опис
Довжина річки 14 км., похил річки — 1,1 м/км. Формується з багатьох безіменних струмків. Площа басейну 92,3 км².

## Розташування
Бере початок на заході від Червоної Волі. Тече переважно на північний захід і на південному заході від Борового впадає у річку Бобер, праву притоку Случі.